# اچ‌ام‌اس اسپیت‌فایر (۱۹۱۲)
اچ‌ام‌اس اسپیت‌فایر (۱۹۱۲) (به انگلیسی: HMS Spitfire (1912)) یک کشتی بود که طول آن ۲۶۷ فوت ۶ اینچ (۸۱٫۵۳ متر) بود. این کشتی در سال ۱۹۱۲ ساخته شد.